# Mahdi

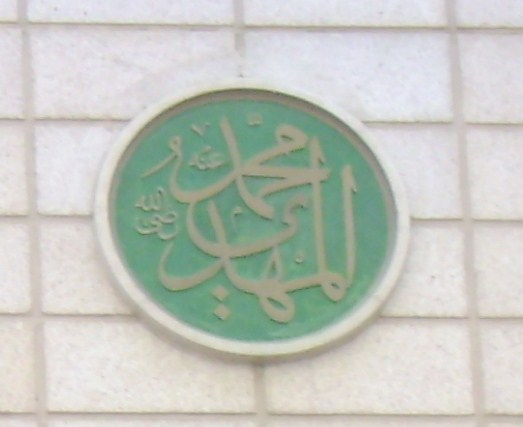
Namnet på den tolfte shia-imamen, "Muhammad al-Mahdi", som står skrivet med kalligrafi vid den islamiske profeten Muhammeds moské, Masjid al-Nabawi i Medina, Saudiarabien.

Mahdi (arabiska: ٱلْمَهْدِيّ, al-Mahdī, den Vägledde (d.v.s. den som Gud vägleder), mahdi uttalas med hörbart h) är enligt den islamiska eskatologin den budbärare som vid världens yttersta dag skall komma som världens befriare, bekämpa Antikrist och med den återkomne Jesus hjälp grunda det tusenåriga riket. Han skall vara av amir Alis släkt (ahl al-bayt) enligt shiitiska tolkningar, som emfaserar blodsband och lämplighet.
Koranen omnämner inte denna ljusgestalt, men det finns koranverser som tolkas referera till Mahdi. Enligt muslimsk tradition kommer han att samarbeta med Jesus, som antas rädda den kristna och den judiska delen av världen. Islam är delat i två grenar, sunni- och shia-islam (som utgör 10 % av alla muslimer, de flesta i Iran). Inom sunni-islam är Mahdi således en helt ny frälsargestalt som kommer till jorden, medan shia-muslimerna tror att det är Hasan al-Askaris son Muhammad al-Mahdi al-Muntazar som skall återkomma med än mer övernaturliga krafter än han hade som imam på 800-talet. 
I synnerhet hos shiiterna har tron på en kommande och ofta förutbestämd mahdi varit utbredd. Man föreställer sig i regel att det är en bestämd person, som redan levt, försvunnit utan att dö och lever som den dolde imamen, som skall återkomma som hela islams mahdi. Mest utpekad – inklusive av tolvshiitisk islam, som numerärt dominerar den shiamuslimska världen – anses denne vara Muhammad al-Mahdi al-Muntazar, den siste av de ”tolv imamerna” av Alis ätt, som försvann och vars återkomst väntas. En rad sentida islamiska sekter har utsett andra, tydligt historiskt belagda kandidater, inklusive ahmadiyya-islam och amerikanska Nation of Islam. 

## Profetior kring Mahdi
Hadith
Enligt den muslimska traditionen kring de uttalanden och förehavanden som härrör från profeten Muhammed, men som inte upptecknats i Koranen, hadith, kännetecknas Mahdi av följande (sahih (autentisk) hadith (tradition) om Mahdi (den vägledde).:
1. Han kommer från Profetens (Muhammeds) familj genom dennes dotter Fatima.[5]
2. Han har en bred panna och en framträdande näsa.
3. Han kommer från Ahl al-Bayt och manifesteras under en natt.[6]
4. Han uppenbaras alldeles innan Domens dag.
5. Han kommer vid något tillfälle att tvingas fly från Medina till Mecka, där alla människor kommer att svära trohet till honom;
6. Han kommer inte vara samma person som den utlovade messiasgestalten Jesus, som också uppenbaras
7. Tillsammans kommer Mahdi och Jesus att be i Mecka
8. Han har samma namn som Hans Helighet Muhammed: Muhammed ibn ‘Abdullāh; eller fullständigt: Abu l-Qasim Muhammad ibn ‘Abd Allāh al-Hashimi al-Qurashi
9. Han kommer att utkämpa flera slag innan världen är räddad
10. Ett stort antal människor från (nuvarande) Irak kommer att ansluta sig till honom och lova sin trohet till honom
11. Han kommer att styra över araberna[7]  i sju år enligt Sunnah ("sunna", hur Muhammed levde och handlade i olika situationer, dvs den normerande seden + "hadiith", vad Muhammed yttrade, kommenterade och inte kommenterade när han hörde det = "sunnah'"', som alltså inte finns i Koranen)
12. Han kommer att sprida rättvisa och jämlikhet på jorden.
13. Han kommer att utrota allt tyranni och förtryck.

Respekterade, men oeniga, muslimska forskare
1. Han är ättling till Hussain, en son till Muhammeds dotter Fatima.
2. Han uppenbaras vid tidens slut.
3. Han kommer när jorden är full av orättvisa och tyranni och troende människor är hårt förtryckta.
4. Hans ankomst föregås av en svår jordbävning, och grönt gräs växer (förmodligen på Arabiska halvön).
5. Han kommer att fylla jorden med rättvisa och jämlikhet.
6. Han kommer att sprida ett sant broderskap/systerskap, rättvisa, och hängivenhet bland muslimer;
7. Han kommer att härska över muslimska samfundet, enligt hadith, sju eller nio år, möjligen 19 år
8. Han kommer att leva och verka som den helige profeten Muhammed.[4]

## Inom bahá'í
Bland flera andra hävdade iraniern Báb (Siyyid `Alí Muḥammad Shírází,  1819 - 1850), grundare av babi-religionen och en av Bahá'í-trons föregångare att han var denne återvändande religiöse ikon. Han tillkännagav 1844 att han var Porten (al-báb) till Mahdi, och i juli 1848 att han var Qa'im (den som reser sig upp som Mahdi). Att vara Qa'imiyya (ha "qa'imskap") är synonymt med att vara Mahdi. Innan han arkebuserades den 9 juli 1850 sade han sig vara en manifestation av det gudomliga och därmed närmare (alla religioners) Gud än Mahdi, som är underordnad Gud. Hans förändrade och utökade anspråk ska inte ha berott på en inre andlig utveckling hos Alí Muḥammad, utan att han ville undvika att bli avrättad omedelbart för att hinna föra ut sin lära, en mycket stor mängd texter som ersatte hela Koranen med en mer universell, könsneutral och liberal gudomlig lag samt krav på prästerskapets avskaffande.

## Personer som uppträtt som Mahdi
Genom den islamiska historien finns ett antal personer som har gjort anspråk på att vara den återvändande mahdin:
- Ubayd Allah, den fatimidiska dynastins stamfader.[1]

- Muhammad ibn Tumart, almohad-rörelsens stiftare.[1]

- Siyyid Alí Muḥammed Shírází som tillsammans med Bahá'u'lláh räknas som grundare av Bahá'í-tron.

- Mirza Ghulam Ahmad, indisk religiös ledare och grundare av den religiösa rörelsen Ahmadiyya.

- Muhammed Ahmed al-Mahdi, ledaren av upproret i egyptiska Sudan 1881-1899.[1]

- Wallace Fard Muhammad[9], grundaren av Nation of Islam i USA 1930.